# シャルロット・レイス
シャルロット・レイス（Charlotte Leys、女性、1989年3月18日 - ）は、ベルギーのバレーボール選手。ポジションはアウトサイドヒッター。元ベルギー代表。

## 来歴
- クラブチーム

2005年、Vlamvo Vlamertingeへ入団。2007年、Asterix AVO Beverenへ加入。2007/08、2009/10シーズンのBelgian LigaAで優勝を果たした。2010/11シーズンはポーランドリーグのKS Pałac Bydgoszczで、2011/12シーズンから2年間はMKS Dąbrowa Górniczaでプレーし、2012/13シーズンのポーランドリーグで準優勝した。その後、アトム・トレフル・ソポトへ移籍し、2014/15シーズンのポーランドリーグで準優勝、ポーランドカップで優勝した。2015/16シーズンはトルコリーグのガラタサライでプレーした。2017/18シーズンはBursa BBSKでプレーし、トルコリーグで5位となった。2018/19シーズンは再びガラタサライでプレーしリーグ4位となった。2019/20シーズンはポーランドリーグのGrot Budowlani Łódźでプレーした。その後はベルギーのHermes Volley Oostendeでプレーし、2021/22シーズンのBelgian LigaAではベストアウトサイドヒッター賞を受賞した。
- 代表チーム

2006年、ベルギー代表に初選出される。2012年より代表チームの主将を務める。2013年のヨーロッパリーグでは初出場ながら銀メダルを獲得し、自身もMVPに選ばれた。同年9月の欧州選手権で銅メダルを獲得した。2014年、世界選手権に出場した。2015年と2017年の欧州選手権に出場した。

## 球歴
- 世界選手権 - 2014年
- ワールドグランプリ - 2014年、2015年、2016年、2017年
- 欧州選手権 - 2007年、2009年、2011年、2013年、2015年、2017年

## 受賞歴
- 2010年 - 2009/10 Belgian LigaA ベストアウトサイドヒッター賞
- 2013年 - ヨーロッパリーグ MVP
- 2022年 - 2021/22 Belgian LigaA ベストアウトサイドヒッター賞、ベストレシーバー賞
- 2023年 - 2022/23 Belgian LigaA ベストアウトサイドヒッター賞

## 所属クラブ
- Asterix Kieldrecht（2007-2010年）
- Pałac Bydgoszcz（2010-2011年）
- MKS Dąbrowa Górnicza（2011-2013年）
- アトム・トレフル・ソポト（2013-2015年）
- ガラタサライ（2015-2017年）
- Bursa Büyükşehir Belediyesi S.K（2017-2018年）
- ガラタサライ（2018-2019年）
- Budowlani Łódź（2019-2020年）
- Hermes Volley Oostende（2021-2023年）
- Bevo Rekkenshop Roeselare（2023-）